# Frankfurter Geographische Gesellschaft
Die Frankfurter Geographische Gesellschaft ist ein gemeinnütziger, wissenschaftlicher Verein zur Verbreitung und Förderung geographischen Wissens.
Die Frankfurter Geographische Gesellschaft wurde am 9. Dezember 1836 als „Geographischer Verein zu Frankfurt am Main“ vom Bürgertum der Stadt Frankfurt am Main auf Initiative des Geographen Carl Ritter gegründet. Sie ist die zweitälteste geographische Gesellschaft in Deutschland; nach der Société de Géographie in Paris, der Gesellschaft für Erdkunde in Berlin und der Royal Geographical Society in London ist die Frankfurter Geographische Gesellschaft die viertälteste derartige Gesellschaft weltweit.
1854 erfolgte die Umbenennung in „Verein für Geographie und Statistik zu Frankfurt am Main“; 1961 erfolgte die Namensänderung in „Frankfurter Geographische Gesellschaft e. V.“. Mindestens bis 1987 verlieh die Gesellschaft zwei Medaillen, die Eduard-Rüppell-Medaille und die August-Ravenstein-Medaille.
Sitz des Vereins ist das Institut für Physische Geographie an der Johann Wolfgang Goethe-Universität Frankfurt am Main. Der Verein ist Herausgeber der Frankfurter Geographischen Hefte.
Ehrenvorsitzender seit 2001 ist Wilhelm Lutz.